# 主教在教會內牧靈職務
《主教在教會內牧靈職務》（拉丁語：Christus Dominus）法令為梵蒂岡第二屆大公會議所發布的文獻之一，其正式名稱依照聖座文件的命名慣例取用其拉丁原文的首二個單詞來為該文件命名為「Christus Dominus」，中文直譯為主基督。該文件說明了在天主教內主教為宗徒團的繼承者，在職責上必須和教宗以及其他主教們一起合作，照顧信徒以及建設教會。並從主教對整體教會之義務、主教對所轄教區之責任，以及多個教區間主教的合作關係等角度說明主教這個腳色的性質，以及與之延伸的教會體制。
文件的前身是教區行政草案，於第二次會期中的1963年11月5日被提出供大會逐章審查。由於在第二與第三會期間依與會主教們的意見進行大幅更改，最後在第三會期1964年9月18日以主教在教會內牧靈職務草案的名稱再度提出討論。由於第三會期時間不足延滯到第四會期1965年10月6日完成最後表決，並在10月28日由教宗保祿六世公布。

## 簡介
此文件開頭為以神學角度簡單介紹主教職務在教會中的重要性以及此文件的目的，之後則分別以主教對與整個天主教會的職責，主教對於其所管轄教區的照護，還有多個教區間如何合作為題做建議與規範。最後梵二大公會議也藉由此文件提出為了協助主教履行職責編寫牧靈指南的委託。
緒言敘述了天主教神學中對於主教職務的觀點，主教是耶穌為了管理信徒而設立的宗徒的繼承者，並且在繼承宗徒領袖伯多祿的教宗帶領下照料教會。並表示此文件是為了準確地加以劃定主教職務的性質而發布的。

### 〈論主教對整個教會的關係〉
這一章分成兩個部分，分別是主教身為世界主教團成員對於全體教會的責任，以及主教、教宗和羅馬教廷各機構間的關係。
以天主教的立場而言世界的主教團為十二宗徒團體的繼承者。因此在獲得教宗的同意下保有整個教會治理權，最明顯例子就是所有主教都具有參加大公會議的資格。並訂立了世界主教會議的基本原則。主教身為同個主教團的成員必須關懷其他教區，如派遣或是協助培育傳教人員，以及補助受災的教區等。還有要關心因為信仰受迫害的主教。
主教在其教區保有因其職務所需的各種職權，不過教宗也能為了整體教會的所需而保有一定的介入行動。而羅馬教廷的各個聖部既是教宗管理全球教會的助手，也是協助各地主教的單位。而考慮到時代的需求，梵二大公會議則藉由此文件提出了調整各部門的訴求。此外也表示將讓更多各地主教列席聖部，而不會讓聖座只有一方的意見。

### 〈論主教對地方教會即教區的關係〉
此章分為四節，分別討論教區主教對於教區的職責範圍，教區的成立或是更動的總則，協助主教管理教務的人士，以及修會神職與主教間的關係。
在天主教，一位教區主教對於所轄教區保有訓導、聖化與管理的責任，訓導就是教義的教導或是宣揚，聖化為各種禮儀的進行，管理則是從主教身為教區領袖而保有的教區行政權。除了要求主教以耐心與關懷執行上述三項職責外，同時也建議主教要為了特殊需要的教友，如因職務導致經常遷移無法受堂區照顧者，提供一定的幫助。此外此文件也針對主教職務與世俗政權的關係，主教在教務上應該保有不受政府干涉的自由，同時也該尊重政府機關的職權。此外梵二大公會議也正式的宣布不再給予世俗政權任命主教的特權，也呼籲曾獲此特權的政權將這個權利歸還給教會，以維護教會任命主教的自由。此外此文件也對年老主教的退休提出建議。
而文件本身也對於作為最常見的地方教會型態的教區之劃分進行了規範。如參考實際的行政區域為劃分基礎，考慮地區以及人口在教會管理上的適合度。並且要培育能協助各種教務的司鐸，如教區內有其他禮儀或是使用其他語言的信徒團體，則盡可能安排適任者為照料他們的主教代表，或是任命為輔理主教。而教區的變更，可由 地區主教團研議，或是成立專門的主教委員會。在採納當地教省與教區的主教意見的情況下研討，並將成果呈現給教宗決定。
談到主教治理教區的輔助者時，文件將之分成助理及輔理主教，主教公署的成員以及在各堂區服務的司鐸。當教區有實質需要時，可以任命一至多位的輔理主教協助教務，並且給予他們 至少是主教代表或是副主教的職權，而依照主教本身的情況也能任命最多一位的助理主教並給予副主教或更多的職權，並在主教辭職或離世時繼任教區主教職務。主教公署以副主教為首，並視情況任命多位主教代表專責教區內的特定事業，或是服務特定禮儀及使用特定語言的代表。而不分神職或平信徒都能被任命為公署成員。並且主教公署不只是教區的行政機構，也該是傳教任務的重要後援。教區神職人員最大宗的就是服務各堂區的主任司鐸，為了讓主教可以公平的任命各個司鐸，所以梵二大公會議取消了各種附屬於堂區的特權。司鐸要以關懷的態度管理堂區，並且對於同僚保持友愛的態度。而主教則應該以公正且適才適用的態度任命，並且在司鐸因年齡退休後安排足夠的照料。此外主教也擁有堂區的成立與解除的職權。
除了屬於教區的事務外，此文件也特別針對各修會與教區主教間的互動關係，正式的修會團體其從屬只屬於教宗與各修會的管理人，且獨立於教區外。不過會士對於所在地區的主教依然要保持敬意，並在必要時協助教區的事務。主教則必須尊重且鼓勵各會士遵守其所屬修會的會規和管理者的命令。當會士任職於教區時必須遵守主教的管轄權。此外不論是否歸屬於主教管轄，會士在教區內公開的傳教行動，或是舉行的禮儀，則必須遵守主教的規範。修會的管理會議 與教區的會議間要保持良好的互動，並為了會士的傳教任務進行溝通與協商。

### 〈論主教們為多數教會之公共利益的合作〉
此章節主要是討論多個鄰近教區間的合作，分別提及了主教會議，教省的設立，以及專責服務多個教區的同一類別事務的超教區主教。
梵二大公會議為之前部分地區的主教組成的主教會議訂立的基本的規範，並且鼓勵各教區的主教間合作組成此一合作會議。主教會議由同地區的主教團為了協助教務與 能為社會提供更好的幫助而組成。而該地區內的各教區主教、助理主教以及輔理主教，還有因特殊原因任命且於該地區任職的領銜主教都是主教會議的成員，不過教宗代表則除外。在教宗同意後，可以通過各主教會議的章程，並給予成員各種職務。主教會議的決議須採三分之二的票數通過，並且在教宗同意且未違反既有法規下履行。如有必要多個國家的主教可以在教宗同意下組成一個主教會議。梵二大公會議也邀請東儀天主教教會與同地區的其他禮儀的主教會議合作。

教省有利於各教區間的合作與互動，因此梵二大公會議也針對教省的成立訂立了通則。提出為總主教權限與職權訂立規範的需求。鼓勵原先的獨立教區加入教省。並提出多個教省組成一個教會地區的建議。
當一地區或一國家內的教會有需要時，可以特別任命一位專責此任務的超教區主教，並與該地區的主教會議保持良好的互動關係。文件本身也提及了軍中總監督區的必要性。

### 〈總委託〉
梵二大公會議最後宣布了在編寫之後的《天主教法典》時，將會將上述條文納入。並且表示將會為主教牧靈的需要訂立指南。

## 背景
主教職務長時間以來作為天主教的地區行政首長存在，由於早期政教不分的情況重要地區的主教往往也在政府部門兼任職務。在政教分離風氣過後主教已成為單純的宗教領袖。在天主教與東正教等教會的神學觀中，主教是宗徒團體的繼承者。而天主教更認為教宗是宗徒領袖伯多祿的繼承人，因此在天主教體系內，教宗對於各地主教擁有領導權。
而作為鄰近地區間主教合作的基礎，部分地區的主教也有組成主教會議議會制度。由於此制度對於與會主教的強制力，引發了世俗政權可藉此控制宗教的爭議，因此此制度遭到沒有較高強制性的主教團取代。

同樣在梵二大公會議中所提出的教會草案亦將主教職務列為討論的議題之一，因此〈主教在教會內牧靈職務〉法令在起草時亦有引用教會憲章的內容。
此外主教的退休也在討論教區行政草案時被提上檯面，原先主教的任職是終身的居多。但在教區行政草案中則打算將退休年齡規定在七十五歲，而這點在第三會期時做出了改變，由硬性規定改為建議。

## 影響
此文件使得主教團成為制度化的地方教會行政機構，並且訂立了世界主教會議的通則，藉此增加了各教區間的互動，以及各地主教與整體教會事務的參與。並且也取消了部分不調任堂區的特權，消除了教區內部的差別對待。另外此文件也正式的將任命主教的權威限縮在聖座，並勸告曾擁有此特權的政府機關將這個權利回歸至教會內。這些文件中提到的規定也被列入了天主教法典中。
除了直接的影響外，梵二大公會議也藉了此文件的結尾提出了編寫教理傳授指南的委託。最後的成果就是1971年4月11日發布的聖座聖職部所編撰的〈人子〉教理教授指南。

## 外部連結
- 《主教在教會內牧靈職務（页面存档备份，存于）》法令，由天主教台灣地區主教團秘書處翻譯為中文。